# Achselköpfl
Das Achselköpfl ist eine 855 m ü. NHN hohe Bergkuppe in den Bayerischen Voralpen im Isarwinkel. Der Berg befindet sich in der oberbayerischen Gemeinde Lenggries (Landkreis Bad Tölz-Wolfratshausen).
Es befindet sich nördlich des Ostarms des Sylvensteinspeicher und westlich des etwas höheren Achselkopfs. Es ist auch von dort als einfache Wanderung erreichbar.